# Veronica Calabrese
Pour les articles homonymes, voir Calabrese (homonymie).
Veronica Calabrese, née le 7 novembre 1987 à Werdohl, est une taekwendoïste italienne.

## Carrière
Veronica Calabrese est médaillée de bronze dans la catégorie des moins de 59 kg aux Championnats d'Europe de taekwondo 2006, médaillée d'argent dans la catégorie des moins de 57 kg aux Championnats du monde de taekwondo 2009 et médaillée de bronze dans la même catégorie aux Championnats d'Europe de taekwondo 2010. Aux Jeux olympiques d'été de 2008, elle perd le match pour la médaille de bronze face à l'Américaine  Diana López.